# Faktor XII

koagulační kaskáda

Faktor XII je plazmatický protein známý také jako Hagemanův faktor. V krevní plazmě
je přítomen jako zymogen, který se po aktivaci přemění na faktor XIIa, enzym (EC 3.4.21.38), který patří mezi serinové proteázy (nebo serinové endopeptidázy). Lidský faktor je kódován genem F12.

## Funkce
Je součástí koagulační kaskády a aktivuje faktor XI a prekallikrein. Sám faktor XII se aktivuje na formu XIIa kontaktem s negativně nabitými povrchy (in vivo: kolagen, buněčné fragmenty, bakteriální endotoxiny), in vitro: sklo, kaolín, azbest).

## Genetika
Gen F12 pro faktor XII se nachází na konci dlouhého raménka pátého chromozomu (5q33-qter).

## Onemocnění
Deficit Hagemanova faktoru je vzácná genetická porucha s četností výskytu asi 1:1 000 000 (u Asiatů je méně častá).
Porucha nepůsobí nadměrné krvácení, protože aktivní faktor XIIa nemá rozhodující vliv na tvorbu trombinu.
Ale může zvýšit riziko trombózy kvůli neadekvátní aktivaci fibrinolytického systému.
Deficit také vede k prodloužení času v testu aPTT nad 200 s.
V genu F12 byly identifikovány dvě mutace, které jsou považovány za příčinu velmi vzácné formy hereditárního angioedému (HAE) nazvaného HAE typ III.

## Historie
Faktor byl objeven v roce 1955 při rutinním předoperačním vyšetření 37letého železničního dělníka Johna Hagemana, kdy byly u jeho krevních vzorků zjištěny prodloužené koagulační časy bez toho, že by pacient měl krvácivé příznaky. Hagemana poté vyšetřil Dr. Oscar Ratnoff, který zjistil, že pacient má nedostatek nějakého neznámého koagulačního faktoru. Později, poté co vyšetřil několik příbuzných s tímto deficitem, objevil, že deficit Hagemanova faktoru je autozomálně recesivní porucha.
Paradoxně k Hagemanově smrti přispěla plicní embolie po pracovním úrazu.
Později byla v případových klinických studiích odhalena asociace trombózy a deficitu faktoru XII, ačkoliv patofyziologie této souvislosti je nejasná.
Hepatocyty exprimují koagulační faktor XII.